# Romben Barat
Romben Barat is een bestuurslaag in het regentschap Sumenep van de provincie Oost-Java, Indonesië. Romben Barat telt 1469 inwoners (volkstelling 2010).